# Horken
Horken är en sjö i Norrköpings kommun i Östergötland och ingår i Motala ströms huvudavrinningsområde. Sjön har en area på 0,52 kvadratkilometer och ligger 34,1 meter över havet. Sjön avvattnas av vattendraget Hyttebäcken.

## Delavrinningsområde
Horken ingår i det delavrinningsområde (649385-150573) som SMHI kallar för Mynnar i Motala Ströms vattendragsyta. Medelhöjden är 47 meter över havet och ytan är 14,56 kvadratkilometer. Det finns inga avrinningsområden uppströms utan avrinningsområdet är högsta punkten. Hyttebäcken som avvattnar avrinningsområdet har biflödesordning 2, vilket innebär att vattnet flödar genom totalt 2 vattendrag innan det når havet efter 34 kilometer. Avrinningsområdet består mestadels av skog (54 procent), öppen mark (13 procent) och jordbruk (24 procent). Avrinningsområdet har 1,05 kvadratkilometer vattenytor vilket ger det en sjöprocent på 7,2 procent. Bebyggelsen i området täcker en yta av 0,08 kvadratkilometer eller 1 procent av avrinningsområdet.